# Just Stand Up!
Just Stand Up is een benefietsingle, opgenomen door een gelegenheidsformatie van een vijftiental Amerikaanse zangeressen. De opbrengst ervan kwam ten goede aan Stand Up for Cancer (SU2C), een project van de Amerikaanse Entertainment Industry Foundation (EIF), dat geld wilde inzamelen voor onderzoek naar de bestrijding van kanker.
Aan het nummer werkten mee: Ashanti, Natasha Bedingfield, Beyoncé, Mary J. Blige, Mariah Carey, Ciara, Keyshia Cole, Miley Cyrus, Fergie, Leona Lewis, Rihanna en Carrie Underwood. Op de studioversie van het nummer waren ook Sheryl Crow, Melissa Etheridge en LeAnn Rimes te horen. Nicole Scherzinger deed alleen aan de liveversie mee. Just Stand Up werd geschreven door Antonio Reid, die het liedje samen met Babyface tevens produceerde.
Het nummer kwam uit op 21 augustus 2008 en werd op 5 september van dat jaar voor het eerst op tv ten gehore gebracht tijdens een nationale televisiemarathon, die tegelijkertijd werd uitgezonden door ABC, CBS en NBC.